# Alucita ochriprota
Alucita ochriprota är en fjärilsart som beskrevs av Erich Martin Hering 1917. Alucita ochriprota ingår i släktet Alucita och familjen mångfliksmott, (Alucitidae). Inga underarter finns listade i Catalogue of Life.